# Rue Belliard (Paris)
Pour les articles homonymes, voir Rue Belliard.
La rue Belliard est une rue du 18e arrondissement de Paris.

## Situation et accès
Sa longueur est 1 755 mètres et sa largeur est 12 mètres.
La rue part de la rue des Poissonniers traverse le boulevard Ornano, les rues du Ruisseau, du Poteau, Georgette-Agutte/Jean-Dollfus et la rue Vauvenargues. Elle longe, côté sud, l'ancienne ligne de la Petite Ceinture qui est en partie souterraine. La portion qui va de la rue du Poteau à l'avenue de Saint-Ouen est parallèle à la rue Leibniz dont elle est séparée par la promenade Dora-Bruder.
Elle est desservie par la ligne 4 à la station Porte de Clignancourt.

## Origine du nom

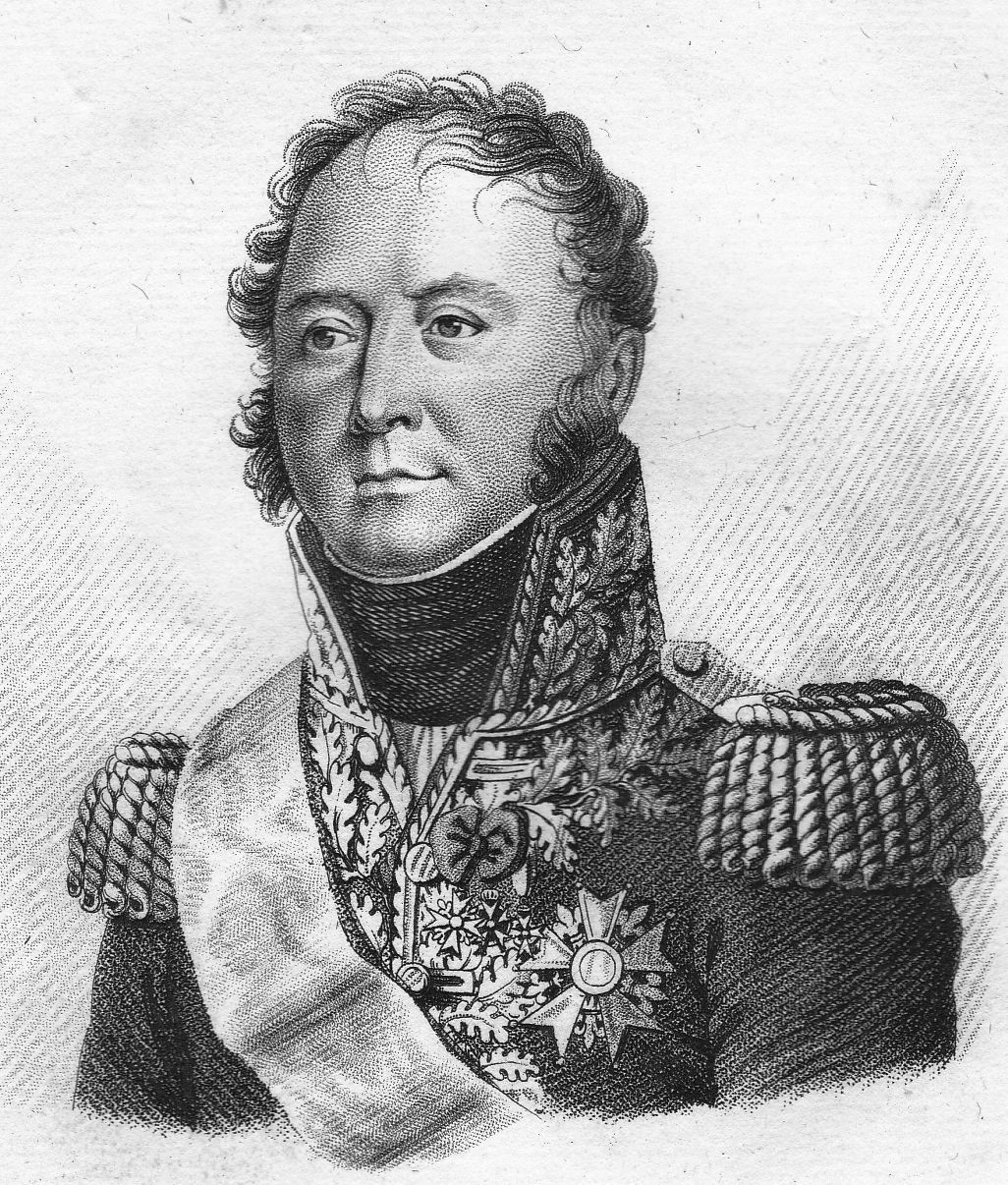
Augustin-Daniel Belliard.

La rue porte le nom du comte Augustin-Daniel Belliard (1769-1832), général de cavalerie, défenseur du quartier en 1814.

## Historique
Cette voie a absorbé une partie du passage du Champ-Marie et une partie du passage Jobert comprise entre l'impasse du Talus et la rue des Tennis. La partie comprise entre les rues des Poissonniers et du Poteau, précédemment partie du chemin latéral au chemin de fer de Ceinture, était située autrefois sur le territoire de l'ancienne commune de Montmartre.
Classée dans la voirie de Paris par le décret du 23 mai 1863, elle porte le nom de « rue Belliard » depuis la publication du document en 1868.
Décret du 10 août 1868 :

« Napoléon, etc.,
Sur le rapport de notre ministre secrétaire d’État au département de l'Intérieur,
vu l'ordonnance du 10 juillet 1816 ;
vu les propositions de M. le préfet de la Seine ;
avons décrété et décrétons ce qui suit :
- Article 14. — Le chemin latéral au chemin de fer de Ceinture, entre les rues des Poissonniers et du Poteau, prendra le nom de rue Belliard.
- etc.
- Article 17. — Notre ministre secrétaire d'État au département de l'Intérieur est chargé de l'exécution du présent décret.

Fait au palais de Fontainebleau, le 10 août 1868 ».

— Adolphe Alphand, Adrien Deville et Émile Hochereau, Recueil des lettres patentes, ordonnances royales…

## Bâtiments remarquables

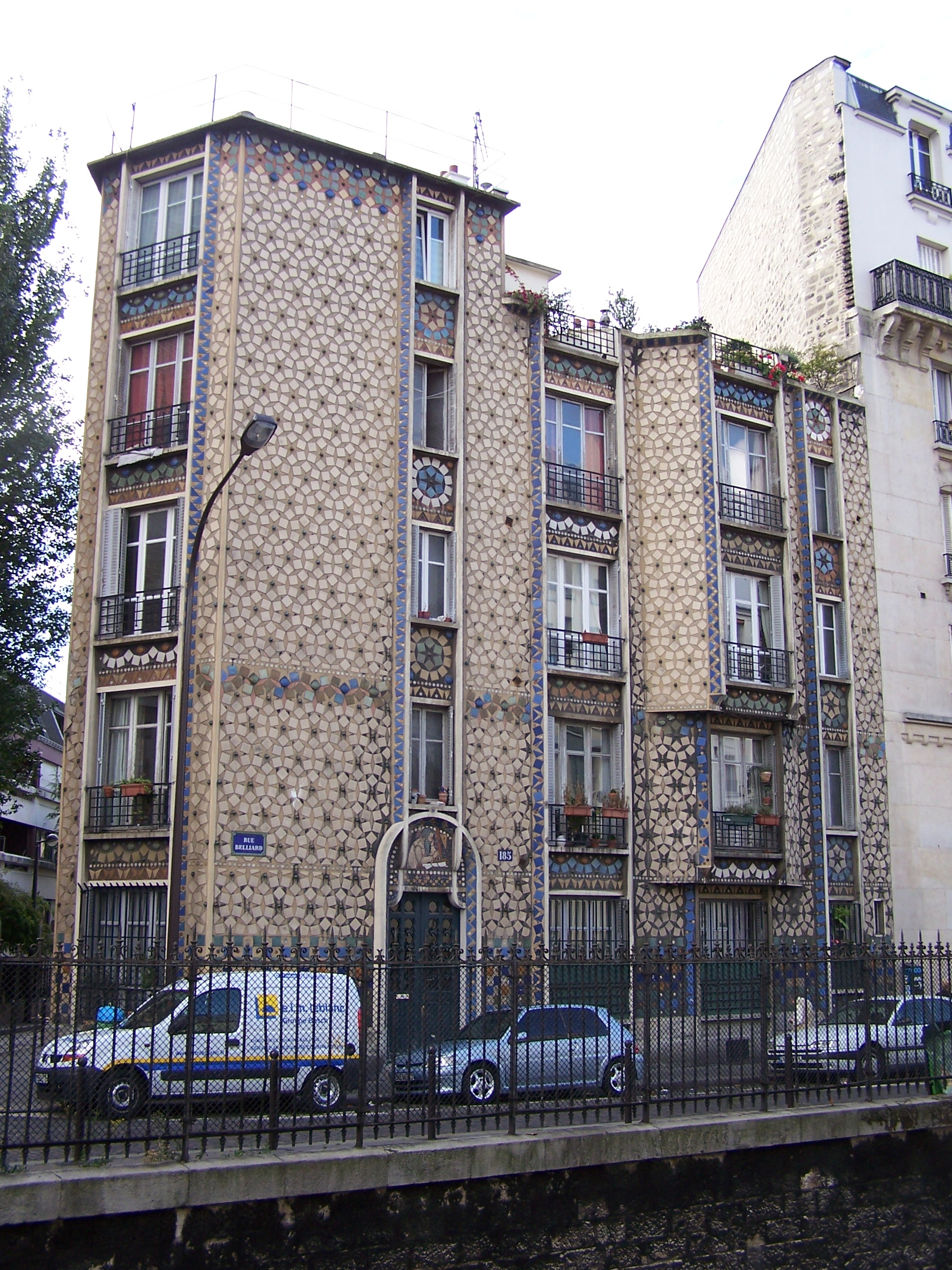
Immeuble Deneux.

- Nos 35-37 : dernier refuge parisien de Jacques Mesrine[2].
- Le no 83 voit la réalisation en 1905 du second immeuble de la société anonyme des logements économiques pour familles nombreuses pour lequel l'architecte Georges Debrie a été commis[3]. On retrouve la même sculpture d'entrée de l'immeuble des nos 3, 7 et 9 de la rue du Télégraphe.
- Nos 135-139 : lycée hôtelier et CFA public Belliard, réalisé en 2001-2004 par l'agence B&D&H (Frédéric Bret, Anne Démians[4] et Bruno Herbert, architectes associés)[5],[6].
- No 185 : immeuble Deneux construit en 1913 par l'architecte Henri Deneux, architecte des monuments historiques[7],[8], pour son propre usage. L'architecte a choisi de construire la maison en ciment armé et en briques enfilées, matériaux qui avaient déjà été utilisés par son maître, Anatole de Baudot. La porte d'entrée est surmontée par une mosaïque représentant un architecte à sa table de travail.